# Ahdaf Soueif
Ahdaf Soueif, (أهْداف سُوَيْف) född 1950, är en egyptisk-brittisk författare som skriver på engelska.
Soueif är dotter till egyptiska akademiker, och levde en stor del av sin barndom med sin mor i England. Hon gick på gymnasiet och universitetet i Kairo, men flyttade 1973 till England för att skriva sin doktorsavhandling om engelsk litteratur. Efter en period som lektor vid Kairos universitet återvände hon till London, där hon arbetar för en arabisk media- och förlagskoncern.
Soueifs debutroman Aisha (1983) fick beröm av den brittiska pressen, men hennes stora genombrott kom 1992 med In the Eye of the Sun (på svenska som I solens öga, Alhambra förlag, 2004), en roman som utspelar sig i Egypten under de omtumlande åren 1967–1980. Den följdes 1999 av The Map of Love (på svenska som Kärlekens väv, Alhambra, 2002), som väver ihop en skildring av en brittisk kvinna i Egypten under kolonialtiden med en konfrontation mellan en amerikansk och en egyptisk kvinna i det moderna Egypten. Boken placerades på korta listan inför Bookerpriset 1999. 1996 gav hon ut novellsamlingen Sandpiper.
Soueif var känd i England långt innan hon uppmärksammades i arabvärlden, där hon dock numera är ett känt namn. Hon gör ofta framträdanden i Egypten, och har även gjort en reportageresa i Palestina. Hon ägnar sig även åt översättning från arabiska till engelska; bland annat har hon översatt Mourid Barghoutis I Saw Ramallah.

### Webbkällor
- ”Ahdaf Soueif”. Macondo. Arkiverad från originalet den 2 maj 2013. https://archive.is/20130502171738/http://varldslitteratur.se/person/ahdaf-soueif. Läst 22 april 2011.